# Leptofoenus westwoodi
Leptofoenus westwoodi is een vliesvleugelig insect uit de familie Pteromalidae. De wetenschappelijke naam is voor het eerst geldig gepubliceerd in 1895 door Ashmead.